# Port lotniczy Latakia
Port lotniczy Latakia (IATA: LTK, ICAO: OSLK) – międzynarodowy port lotniczy położony w Latakii, w muhafazie Latakia, w Syrii.

## Linie lotnicze i połączenia
| Linia Lotnicza      | Kierunek                                                      |
| ------------------- | ------------------------------------------------------------- |
| Cham Wings Airlines | 1. Szardża 2. Teheran-Imam Khomeini                           |
| Mahan Airlines      | 1. Teheran-Imam Khomeini                                      |
| Syrian Air          | 1. Abu Zabi 2. Kair 3. Damaszek 4. Dubaj 5. Kuwejt 6. Szardża |